# Markus Gertken
Markus Gertken (ur. 1966 w Cloppenburgu) – niemiecki aktor teatralny, telewizyjny i filmowy.
Ukończył Otto-Falckenberg-Schule w Monachium. Następnie związał się z Deutsches Theater w Berlinie. Na scenach w Kolonii grał w produkcjach: Liliom Ferenca Molnára, Fette Männer im Rock Nicky'ego Silvera, Uprowadzenie z seraju (KV 384) Wolfganga Amadeusza Mozarta i Wiara, nadzieja, miłość Ödöna von Horvátha. Na deskach Schaubühne Berlin występował w spektaklach: Anioł zagłady Karsta Woudstry i komedii Sen nocy letniej (2006) Szekspira, The Master Builder Henrika Ibsena w Akademii Teatralnej w Wiedniu. W 2010 roku otrzymał nagrodę publiczności na festiwalu w Bad Hersfeld jako „najlepszy aktor” za główną rolę w widowisku Wilhelm Tell.

## Wybrana filmografia
- 2002: Komisarz Rex - odc. Senkrecht in den Tod jako Reinhard
- 2006: Karo und der liebe Gott jako Peter Lenz
- 2013: Źródła życia (Quellen des Lebens) jako Mitglied
- 2014: Telefon 110 - odc. Hexenjagd
- 2014: Tatort (Miejsce zbrodni) - odc. Brüder jako Paul Dombrowski
- 2016: Kobra – oddział specjalny (Alarm für Cobra 11 – Die Autobahnpolizei) - odc. Obława (Treibjagd) jako Mike Brings
- 2017: Telefon 110 - odc. Angst heiligt die Mittel jako Heiner Bockmann
- 2017: Kommissarin Heller - Verdeckte Spuren (TV) jako Jan Drexler
- 2017: X Company jako Henkel